# Autryville
Autryville est une ville américaine située dans le comté de Sampson dans l'État de Caroline du Nord. En 2010, sa population était de 196 habitants.

## Démographie
| 1900 | 1910 | 1920 | 1930 | 1940 | 1950 |
| ---- | ---- | ---- | ---- | ---- | ---- |
| 61   | 77   | 99   | 119  | 94   | 151  |

| 1960 | 1970 | 1980 | 1990 | 2000 | 2010 |
| ---- | ---- | ---- | ---- | ---- | ---- |
| 192  | 213  | 228  | 166  | 196  | 196  |

## Source de la traduction
- (en) Cet article est partiellement ou en totalité issu de l’article de Wikipédia en anglais intitulé « Autryville, North Carolina » (voir la liste des auteurs).